# Ponorka U-571
Ponorka U-571 (v anglickém originále U-571) je americko-francouzský akční film z roku 2000. Režisérem filmu je Jonathan Mostow. Hlavní role ve filmu ztvárnili Matthew McConaughey, Bill Paxton, Harvey Keitel, Jon Bon Jovi a David Keith.
Film měl komerční úspěch a byl vcelku dobře přijat recenzenty, ovšem byl kritizován za to, že fiktivní zápletka připisuje prvenství v získání německého přístroje Enigma Američanům místo Britům.

## Ocenění
Film získal Oscara za nejlepší střih zvuku. Dále byl nominován v kategorii nejlepší zvuk.

## Obsazení
| Matthew McConaughey | Andrew Tyler    |
| Bill Paxton         | Mike Dahlgren   |
| Harvey Keitel       | Henry Klough    |
| Jon Bon Jovi        | Pete Emmett     |
| David Keith         | Matthew Coonan  |
| Jake Weber          | Michael Hirsch  |
| Jack Noseworthy     | Bill Wentz      |
| Tom Guiry           | Ted Fitzgerald  |
| Thomas Kretschmann  | Gunther Wassner |